# The World Just Stopped
The World Just Stopped är rockbandet Franky Lees första singel från sitt debutalbum Cutting Edge, utgiven 2007.

## Videon
Videon till "The World Just Stopped" är inspelad i ett garage i Stockholm på bara några timmar.